# Prêmios e condecorações das Forças Armadas dos Estados Unidos

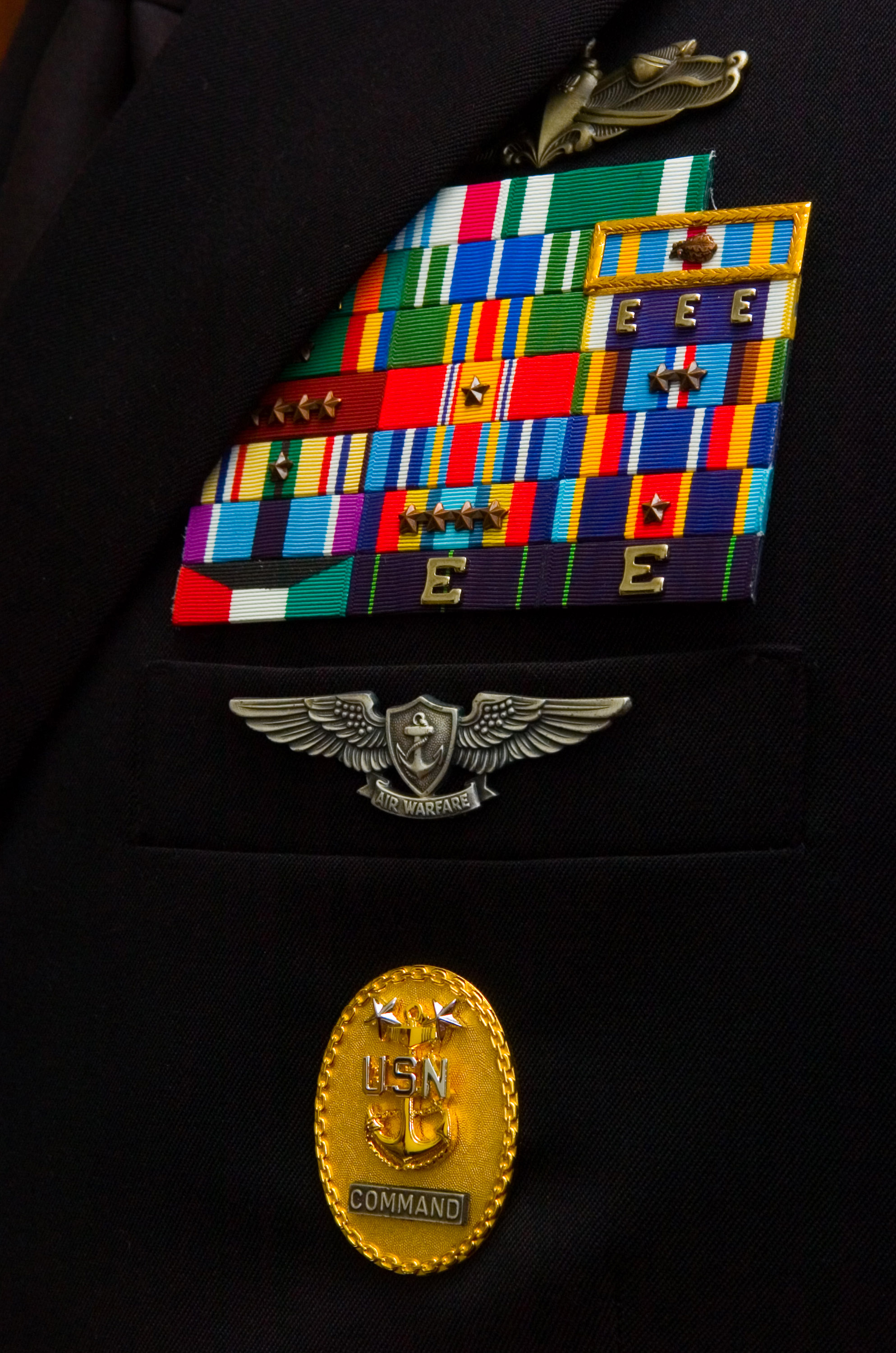
Barretas, distintivos e insígnias de condecoração exibidos no uniforme de serviço de um suboficial chefe do Comando

Várias medalhas, barretas e distintivos específicos reconhecem o serviço militar e as realizações pessoais de membros das Forças Armadas dos Estados Unidos. Tais prêmios são um meio de exibir externamente os destaques da carreira de um membro do serviço.

## Prêmios atualmente concedidos aos membros do Serviço Militar dos Estados Unidos

### Ordem de precedência
A precedência de determinados prêmios variará um pouco entre os diferentes ramos de serviço. Todos os prêmios e condecorações podem ser concedidos a qualquer membro do serviço, a menos que seja designado de outra forma por nome ou notação.
| \| Nome da barreta/prêmio[2] \| \| -------------------------------------------------------------------------------------------------------------------------------------------------------------------------------------------------------------------------------------------------------------------------------------------------------------------- \| \| Decorações pessoais \| \| Atribuído por "galanteria e intrepidez em risco de vida acima e além da obrigação" Medalha de Honra \| \| Cruzes de serviço — Concedidas por "heroísmo extraordinário" Cruz de Serviço Distinto (Exército) Cruz da Marinha Cruz das Forças Aéreas Cruz da Guarda Costeira \| \| Medalhas de serviço distinto — Concedidas por "serviço distinto" Medalha de Serviço Distinto de Defesa Medalha de Serviço Distinto da Segurança Interna Medalha de Serviço Distinto (Exército) Medalha de Serviço Distinto Medalha de Serviço Distinto da Força Aérea Medalha de Serviço Distinto da Guarda Costeira \| \| Atribuído por "galanteria em ação" Estrela de Prata \| \| Concedido por "serviço superior ou excepcionalmente meritório" Medalha de Serviço Superior de Defesa Legião do Mérito \| \| Concedido por "heroísmo ou conquista extraordinária em voo aéreo" Cruz de Voo Distinto \| \| Medalhas por heroísmo não combatido Medalha do Soldado Medalha da Marinha e do Corpo de Fuzileiros Navais Medalha do Aviador Medalha da Guarda Costeira \| \| Concedido por heroísmo em zona de combate ou serviço meritório em zona de guerra Estrela de Bronze \| \| Concedido por injúrias sofridas em combate Coração Púrpuro \| \| Medalhas de serviço e aviação meritórias Medalha de Serviço Meritório de Defesa Medalha de Serviço Meritório \| \| Medalha do Ar \| \| Medalha de Conquista Aérea \| \| Medalhas de louvor Medalha de Louvor de Serviço Conjunto Medalha de Louvor do Exército \| 1. 2. - Foster, Frank C. (2002). A complete guide to all United States military medals, 1939 to present. Fountain Inn, S.C.: MOA Press. ISBN 1-884-45218-3. OCLC 54755134 - Kerrigan, Evans E. (1971). American war medals and decorations. Nova Iorque: Viking Press. ISBN 0-670-12101-0. OCLC 128058 - Kerrigan, Evans E. (1990). American medals and decorations. Noroton Heights, CT: Medallic. ISBN 0-792-45082-5. OCLC 21467942 - Robles, Philip K. (1971). United States military medals and ribbons. Rutland, VT: C. E. Tuttle. ISBN 0-804-80048-0. OCLC 199721 - condecorações e Medalhas - Fitas - Ordem de Precedência no sítio do Instituto de Heráldica - Insígnias e símbolos do exército dos EUA - Instituto de Heráldica, Exército dos EUA - Medalhas de serviço e campanha da Marinha dos EUA - Uso e aparência de uniformes e insígnias do exército (em formato PDF) - Prêmios Militares (Exército dos EUA) (em formato PDF) - SGM (USA, Ret.) Gregory A. Noller (1995). «ADVA Army Awards». Americal Division Veterans Association |
| Nome da barreta/prêmio |
| Decorações pessoais |
| Atribuído por "galanteria e intrepidez em risco de vida acima e além da obrigação" Medalha de Honra |
| Cruzes de serviço — Concedidas por "heroísmo extraordinário" Cruz de Serviço Distinto (Exército) Cruz da Marinha Cruz das Forças Aéreas Cruz da Guarda Costeira |
| Medalhas de serviço distinto — Concedidas por "serviço distinto" Medalha de Serviço Distinto de Defesa Medalha de Serviço Distinto da Segurança Interna Medalha de Serviço Distinto (Exército) Medalha de Serviço Distinto Medalha de Serviço Distinto da Força Aérea Medalha de Serviço Distinto da Guarda Costeira |
| Atribuído por "galanteria em ação" Estrela de Prata |
| Concedido por "serviço superior ou excepcionalmente meritório" Medalha de Serviço Superior de Defesa Legião do Mérito |
| Concedido por "heroísmo ou conquista extraordinária em voo aéreo" Cruz de Voo Distinto |
| Medalhas por heroísmo não combatido Medalha do Soldado Medalha da Marinha e do Corpo de Fuzileiros Navais Medalha do Aviador Medalha da Guarda Costeira |
| Concedido por heroísmo em zona de combate ou serviço meritório em zona de guerra Estrela de Bronze |
| Concedido por injúrias sofridas em combate Coração Púrpuro |
| Medalhas de serviço e aviação meritórias Medalha de Serviço Meritório de Defesa Medalha de Serviço Meritório |
| Medalha do Ar |
| Medalha de Conquista Aérea |
| Medalhas de louvor Medalha de Louvor de Serviço Conjunto Medalha de Louvor do Exército |